# 五藤存知
五藤 存知（ごとう ありとも、1888年（明治21年）1月23日 - 1942年（昭和17年）10月12日）は、日本の海軍軍人。最終階級は海軍中将。

## 経歴
尾張国黒田の出身で、山内一豊に仕えた五藤為浄（通称吉兵衛）の子孫。父五藤近知と母加根の三男。父近知は水戸家の徳川斉昭に仕え、書家で水戸東照宮の明治に入っての初代宮司も務めた。妻恵津との間に美津、和子、尚子、たけ男、達子、厖（あつし）と六人いたが、和子、尚子、たけ男の三人は夭折。
海軍兵学校（38期）卒。同期に栗田健男、三川軍一らがいる。専門は水雷戦術で、駆逐艦や戦艦「山城」・「陸奥」の艦長を歴任した。太平洋戦争開戦直前に第6戦隊司令官となり、開戦後はトラックへ進出してウェーク島攻略作戦、珊瑚海海戦、第1次ソロモン海戦に参加。
1942年10月12日、サボ島沖海戦で敵艦を僚艦と誤認、乗艦していた重巡洋艦「青葉」の艦橋に敵弾が命中して両足を吹き飛ばされ、出血多量で戦死した。最後まで同士討ちと信じていたらしく、「馬鹿者、馬鹿者」と言いながら絶命したと伝えられる。享年54。戦死後、海軍中将へ昇進。
葬送の際には、神奈川県知事の近藤壌太郎が勅使として派遣され、幣帛が下賜された。

## 年譜
- 1907年（明治40年）9月21日 - 海軍兵学校入校
- 1910年（明治43年）7月18日 - 海軍兵学校卒業 任 海軍少尉候補生・防護巡洋艦「笠置」乗組
  - 10月16日- 練習艦隊遠洋航海出発 ホノルル~サンフランシスコ~サンピドロ~マンサニーリョ~アカプルコ~パナマ~アカプルコ~ホノルル方面巡航
- 1911年（明治44年）3月6日 - 帰着
  - 3月11日 - 戦艦「薩摩」乗組
  - 12月1日 - 任 海軍少尉・戦艦「石見」乗組
- 1912年（明治45年）7月12日 - 水雷母艦「豊橋」乗組
  - 同年（大正元年）12月20日- 海軍砲術学校普通科学生
- 1913年（大正2年）5月24日 - 海軍水雷学校普通科学生
  - 12月1日- 任 海軍中尉・3等駆逐艦「叢雲」乗組
- 1914年（大正3年）10月10日 - 第4特別陸戦隊指揮官附
  - 12月28日 - 臨時南洋群島防備隊附
- 1915年（大正4年）3月1日 - 臨時南洋群島防備隊附・クサイ島特設無線電信所長
  - 6月30日 - 2等巡洋艦「筑摩」乗組
- 1916年（大正5年）12月1日 - 海軍大学校乙種学生
- 1917年（大正6年）4月1日 - 任 海軍大尉
  - 5月1日 - 海軍水雷学校高等科学生
  - 12月1日 - 巡洋戦艦「金剛」分隊長
- 1918年（大正7年）12月11日 - 1等駆逐艦「谷風」乗組
- 1919年（大正8年）4月1日 - 1等駆逐艦「谷風」水雷長兼分隊長
- 1920年（大正9年）12月1日 - 海軍水雷校教官兼分隊長
- 1922年（大正11年）12月15日 - 海軍水雷校教官兼分隊長・海軍機関学校教官
- 1923年（大正12年）4月1日 - 1等海防艦「八雲」分隊長
  - 12月1日- 任 海軍少佐
- 1924年（大正13年）5月10日 - 2等駆逐艦「蔦」駆逐艦長
- 1925年（大正14年）12月1日 - 1等駆逐艦「浦風」駆逐艦長
- 1927年（昭和2年）12月1日 - 1等駆逐艦「沼風」駆逐艦長
- 1928年（昭和3年）3月1日 - 1等駆逐艦「沼風」駆逐艦長・1等駆逐艦「野風」駆逐艦長
  - 7月11日 - 1等駆逐艦「第25号駆逐艦」駆逐艦長
  - 7月23日 - 1等駆逐艦「灘風」駆逐艦長
  - 12月10日 - 任 海軍中佐
- 1929年（昭和4年）1月15日 - 1等駆逐艦「浦波」艤装員長
  - 4月25日 - 1等駆逐艦「浦波」駆逐艦長
- 1931年（昭和6年）11月2日 - 第27駆逐隊司令
- 1932年（昭和7年）12月1日 - 第5駆逐隊司令・1等駆逐艦「松風」駆逐艦長
- 1933年（昭和8年）5月20日 - 免 1等駆逐艦「松風」駆逐艦長
  - 11月15日 - 任 海軍大佐
- 1934年（昭和9年）11月15日 - 第10駆逐隊司令
- 1935年（昭和10年）11月15日 - 軽巡洋艦「那珂」艦長
- 1936年（昭和11年）12月1日 - 重巡洋艦「愛宕」艦長
- 1937年（昭和12年）7月12日 - 重巡洋艦「鳥海」艦長
- 1938年（昭和13年）11月15日 - 戦艦「陸奥」艦長
- 1939年（昭和14年）2月1日 - 兼 海防艦「八雲」艦長
  - 5月15日 - 免 海防艦「八雲」艦長
  - 9月15日 - 兼 戦艦「山城」艦長
  - 11月1日 - 免 戦艦「陸奥」艦長
  - 11月15日 - 任 海軍少将・第2水雷戦隊司令官
- 1941年（昭和16年）9月10日 - 第6戦隊司令官
- 1942年（昭和17年）10月12日 - サボ島沖海戦で戦死・任 海軍中将特別昇進